# Bogislao V de Pomerania
Bogislao V (en polaco Bogusław, en latín; Bogislaus, c. 1318-23 de abril de 1374) fue un duque de Pomerania.
Hijo mayor de Vartislao IV de Pomerania y Elisabeth de Lindow-Ruppin, Bogislao tenía dos hermanos, Barnim IV y Vartislao V. Los hermanos gobernaron juntos a la muerte de su padre en 1326. Se alió con el rey Casimiro III de Polonia, con cuya hija Isabel de Polonia (1326-1361) se casó, en contra de la Orden Teutónica. Isabel murió en 1361, y en 1362 Bogislao se casó nuevamente con Adelaida Welf, hija de Ernesto I de Brunswick-Grubenhagen.
La muerte de Barnim en 1366 llevó a una disputa entre Bogislao y Vartislaw, que fue resuelta en 1368 por un tratado de partición de Pomerania entre Bogislao V, Vartislaw y los hijos de Barnim, Bogislao VI y Vartislaw VI. Bogislao recibió la mayor parte de la Pomerania Oriental, partes de Pomerania-Wolgast, y de allí hacia Pomerania-Stolp (el nombre de la ciudad de Stolp, ahora Słupsk). Vartislaw recibió la región de Neustettin (ahora Szczecinek) y los hijos de Barnim recibieron el noroeste de Pomerania, con Rügen y Usedom.
Isabel de Pomerania, la hija de Bogislao, se casó con el emperador Carlos IV de Luxemburgo, rey de Bohemia en 1363 y concluyó una alianza con su yerno en 1370.

## Casamientos e hijos
El 28 de febrero de 1343, Bogislao se casa con su primera esposa Isabel de Polonia. Hija de Casimiro III de Polonia y su primera esposa Aldona de Lituania. Tuvieron dos hijos:
- Isabel de Pomerania (1347 - 15 de abril de 1393), se casó con Carlos IV de Luxemburgo.
- Casimiro IV de Pomerania (c. 1351 - 2 de enero de 1377).

Isabel murió en 1361. En 1362, Bogislao se casó con su segunda esposa Adelaida de Brunswick-Grubenhagen, hija de Ernesto I de Brunswick-Grubenhagen y Adelaida de Everstein. Tuvieron cuatro hijos:
- Vartislaw VII de Pomerania (m. 24 de febrero de 1395), padre de Erico de Pomerania
- Bogislao VIII de Pomerania (c. 1363 - 11 de febrero de 1418).
- Barnim V de Pomerania (1369 - 16 de mayo de 1402).
- Margarita de Pomerania (1366 - 1407/1410), casada con Ernesto I de Austria.

- Datos: Q469354
- Multimedia: Boguslaus V of Pomerania / Q469354